# Association de la Sommellerie Internationale
La Association de la Sommellerie Internationale (ASI) es una organización sin fines de lucro fundada en Reims, Francia, en 1969 para desarrollar y promover la profesión de sommelier en todo el mundo. Cada tres años, realiza un concurso en una ciudad diferente y nombra a una persona como el mejor sommelier del mundo.
Los objetivos de la asociación son los siguientes:

1. Reunir a las asociaciones nacionales de sommeliers (sólo una asociación miembro por país) y promover su creación en donde aún no existen.

2. Coordinar acciones con miras al desarrollo y avance de la profesión por diversos medios (programas de entrenamiento, etc.)
3. Incrementar el alcance de la profesión del sommelier y educar a los consumidores

4. Defender la ética de la profesión

## Mejor Sommelier del Mundo
El Concurso de Mejor Sommelier del Mundo existe desde 1969. Los ganadores han sido los siguientes:
- 2023 - París - Raimonds Tomsons
- 2019 - Amberes - Marc Almert
- 2016 - Mendoza - Jon Arvid Rosengren
- 2013 - Tokio   - Paolo Basso
- 2010 - Santiago de Chile   - Gérard Basset
- 2007 - Rodas  - Andreas Larsson
- 2004 - Atenas   - Enrico Bernardo
- 2000 - Montréal   - Olivier Poussier
- 1998 - Viena   - Markus del Monego
- 1995 - Tokio  - Shinya Tasaki
- 1992 - Río de Janeiro   - Philippe Faure-Brac
- 1989 - París  - Serge Dubs
- 1986 - Venecia   - Jean-Claude Jambon
- 1983 - Bruselas   - Jean-Luc Pouteau
- 1978 - Lisboa   - Giuseppe Vaccarini
- 1971 - Milán   - Piero Sattanino
- 1969 - Bruselas   - Armand Melkonian